# Souverainisme au Québec
 (décembre 2015).
Si vous disposez d'ouvrages ou d'articles de référence ou si vous connaissez des sites web de qualité traitant du thème abordé ici, merci de compléter l'article en donnant les références utiles à sa vérifiabilité et en les liant à la section « Notes et références ».
Le souverainisme au Québec ou l'indépendantisme au Québec est un courant politique qui revendique que le Québec devienne un pays souverain et indépendant, plutôt que de conserver son statut de province au sein de la fédération canadienne. Le Québec est actuellement l'une des dix provinces canadiennes. Selon le souverainisme, la province devrait quitter la fédération et devenir un État souverain entièrement indépendant du Canada.
L'idéologie souverainiste se fonde sur l'idée que les Québécois forment une nation et ont donc droit à l'autodétermination en dehors du Canada, plutôt qu'au sein du Canada comme actuellement. Cela s'appuie sur un certain nombre de particularités historiques, culturelles et linguistiques de la province par rapport au reste du Canada. Il s'appuie aussi sur une vision de la fédération canadienne selon laquelle :
1. les Québécois forment une « société distincte » du reste du Canada sous plusieurs aspects, notamment sociologiques;
2. les intérêts (économiques et culturels) des Québécois sont souvent incompatibles avec ceux de l'ensemble du Canada;
3. la fédération canadienne a généralement nui au développement des Québécois, soit par malveillance soit par le simple poids démographique des anglophones lui donnant une écrasante majorité au Parlement fédéral.

Le Québec est différent des autres provinces du Canada du fait qu'il est essentiellement francophone, alors que les autres provinces sont essentiellement anglophones. Il en découle plusieurs différences culturelles.
Au Québec, le souverainisme s'oppose :
- au fédéralisme, dont les tenants souhaitent que le Québec reste au sein du Canada, avec ou sans révision de la répartition des pouvoirs entre le pouvoir fédéral et celui des provinces;
- à l'autonomisme, dont les tenants souhaitent une décentralisation des pouvoirs, reconnue ou non dans la Constitution, mais sans sécession. À noter que plusieurs Québécois oscillent entre souverainisme et autonomisme.

## Vocabulaire

Localisation, en bleu foncé, du Québec au sein de l'Amérique du Nord.

En pratique, les termes « indépendantisme », « souverainisme » et « séparatisme » sont utilisés pour qualifier l'idéologie et le mouvement social souverainiste. La différence entre les appellations peut signifier une certaine différence idéologique. L'utilisation du terme « indépendantisme » est souvent employé pour désigner la volonté d'un pays pleinement indépendant, alors que le « souverainisme » inclut aussi des projets d'indépendance partielle à condition qu'ils viennent avec une indépendance légale, c'est-à-dire un droit de retrait illimité. Toutefois, cette distinction est de moins en moins faite, et n'a jamais été reconnue par le camp des opposants. Le terme « souverainisme » est le terme le plus employé de 1968 à nos jours.[réf. nécessaire]
Toutefois, l'utilisation du terme « séparatisme » est parfois perçu comme péjoratif au Québec. De plus, la plupart des discours politiques du premier ministre du Canada utilisent le terme « séparatisme », afin d'accentuer la dimension négative du projet[réf. à confirmer].
Le terme « sécession »/« sécessionniste » est beaucoup plus rare, voire absent, du vocabulaire québécois et canadien.
Contrairement au vocabulaire en vigueur dans d'autres pays, le terme « autonomie »/« autonomiste » ne désigne presque jamais une forme de souveraineté du Québec, puisqu'il se réfère traditionnellement à des mouvements de réforme de la fédération ou d'affirmation institutionnelle de la province (relations diplomatiques hors-Canada, création du rapport d'impôt québécois et de la Caisse de dépôt, etc). Il est donc associé à l'autonomisme québécois.

## Historique

### Origines
Les origines du souverainisme québécois remontent au XIXe siècle.[réf. nécessaire]
Conquête britannique (1759-1776)

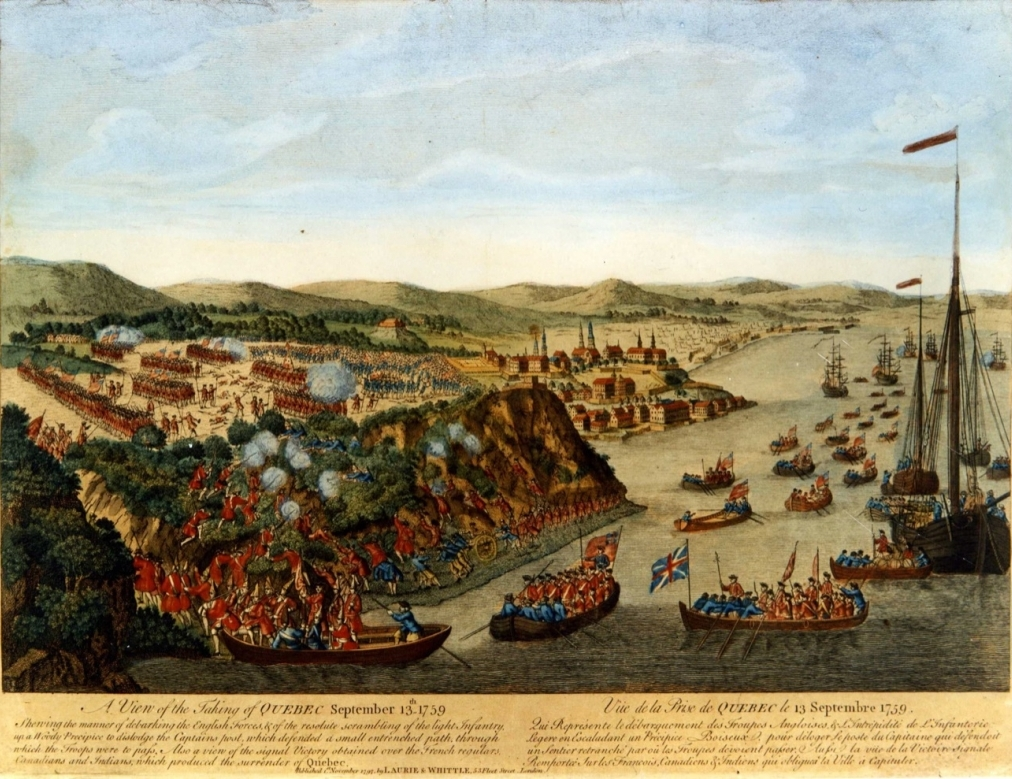
Bataille des plaines d'Abraham, bataille montrant le commencement de la présence britannique au Canada.

En effet, depuis la conquête britannique, les Canadiens (colons français de l’ancienne Nouvelle-France) possédaient déjà une certaine crainte quant à l’avenir de leur culture, de leur langue et de leur religion, à la suite de cette conquête. En ajout à ce changement radical, les gouvernements britanniques étaient très connus pour leurs grandes techniques d’assimilation. Toutefois, l’Église catholique de l'ancienne colonie française résista aux nombreuses tentatives d’assimilation de la couronne.
Ainsi, dans cette optique culturelle et politique, l'idée de se libérer de l’Empire britannique débuta rapidement à la suite d'un changement géopolitique d'envergure international qui bouleversa les idées des Canadiens : la révolution américaine. Durant cette révolte, les Canadiens ont vécu, pour la première fois, une séparation d’un point de vue politique. En effet, les Canadiens devaient choisir entre l’allégeance britannique ou devenir rebelles vis-à-vis de l’armée américaine. Même si certains ont rejoint les "Rangers", la majorité des Canadiens décidèrent de maintenir leur allégeance dû à l'acte de Québec et à l'immense propagande venant de l'Église.
Les loyalistes et la rébellion des patriotes (1783-1840)

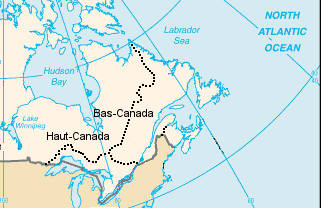
Le Haut-Canada et le Bas-Canada, après l'acte constitutionnel

Après la révolution, un nouveau défi commença pour les Canadiens français de la colonie britannique. Pour être précis, nombreux colons des treize colonies trouvèrent refuge dans la province of Quebec. La majorité d’entre eux s'installa dans la région du lac Ontario pour créer ce qui allait devenir l’actuelle province d'Ontario (dans la culture folklorique du Québec, l'Ontario a toujours été une province rivale)[réf. nécessaire]. Ces loyalistes demandaient la création d’une chambre d’assemblée dans la colonie.[réf. nécessaire] Toutefois, les nouveaux habitants de la colonie avaient plusieurs demandes ralentissant le progrès politique et culturel des francophones de la province of Quebec, dont celle d'avoir l’anglais et la religion anglicane comme langue et religion officielles. Cette tension entre Canadiens et loyalistes devint une épreuve difficile pour le maintien de la paix dans cette colonie. Pour régler cette situation, la couronne créa deux colonies distinctes : le Haut-Canada (Britanniques et loyalistes) et le Bas-Canada (Canadiens) par l’Acte constitutionnel. Même si le nom peut paraître péjoratif, les noms des colonies correspondent aux noms géographiques des régions des basses terres et hautes terres du fleuve St-Laurent.

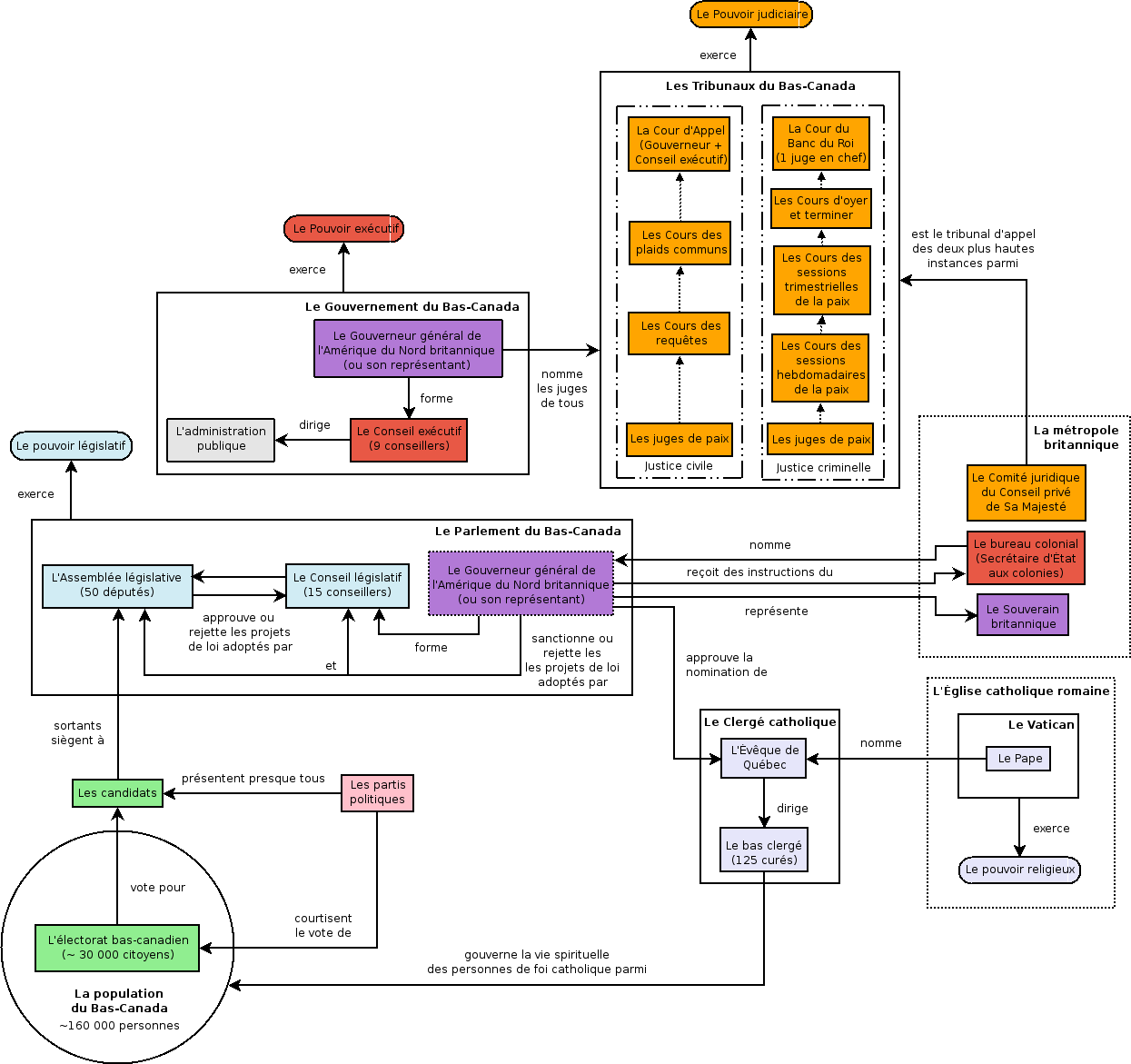
Organisation politique du Bas-Canada

Avec la création de ces deux colonies et de ces deux assemblées, Canadiens et loyalistes ne se préoccupèrent plus les uns des autres. Cependant, ce qui était une revendication des nouvelles chambres d'assemblée, la couronne ne permet pas encore aux chambres d’avoir des gouvernements responsables. De plus, le gouverneur général (qui est choisi par le parlement britannique) possède encore le droit de veto. Ainsi, plusieurs lois favorisant les Canadiens seront rejetées par celui-ci. Le gouverneur sera donc publiquement en accord avec les lois et projets améliorant les situations des anglophones de la colonie (les anglophones possèdent la quasi-totalité des entreprises et des commerces du Bas-Canada). Dans cette situation, la tension entre Canadiens et Britanniques du Bas-Canada sera amplifiée. Plusieurs partis politiques, clubs et journaux seront créés pour afficher leur colère face à l’injustice politique dans la colonie. Cette situation mènera le parti patriote au pouvoir. Par peur d'une insurrection politique dans la colonie, le gouverneur sanctionna la chambre d’assemblée et le parti patriote, interdit les rassemblements politiques et augmenta les patrouilles dans les grandes villes du Bas-Canada (Montréal et Québec). Le choc est extrêmement puissant pour la communauté politique progressiste de la colonie. À cet instant, plusieurs réunions et conseils envisagèrent de prendre les armes contre le joug de la couronne. C’est durant cette période que le mouvement souverainiste des Canadiens français, et plus tard des Québécois, naîtra. La rébellion des patriotes sera un épisode sanglant dans l’histoire du Canada et une terrible défaite pour les peuples français et irlandais. Celle-ci aura de terribles conséquences pour la population catholique. En effet, durant cette rébellion, l’armée britannique ne sera pas seulement composée de soldats, mais aussi de Britanniques souhaitant joindre l’armée et infliger de dures pertes aux Canadiens français considérés comme concurrents économiquement. De plus, la pensée de l’assimilation et de la supériorité des Britanniques face à la race « inférieure » fera surface dans les idées de contrôle de la population francophone de la colonie britannique.

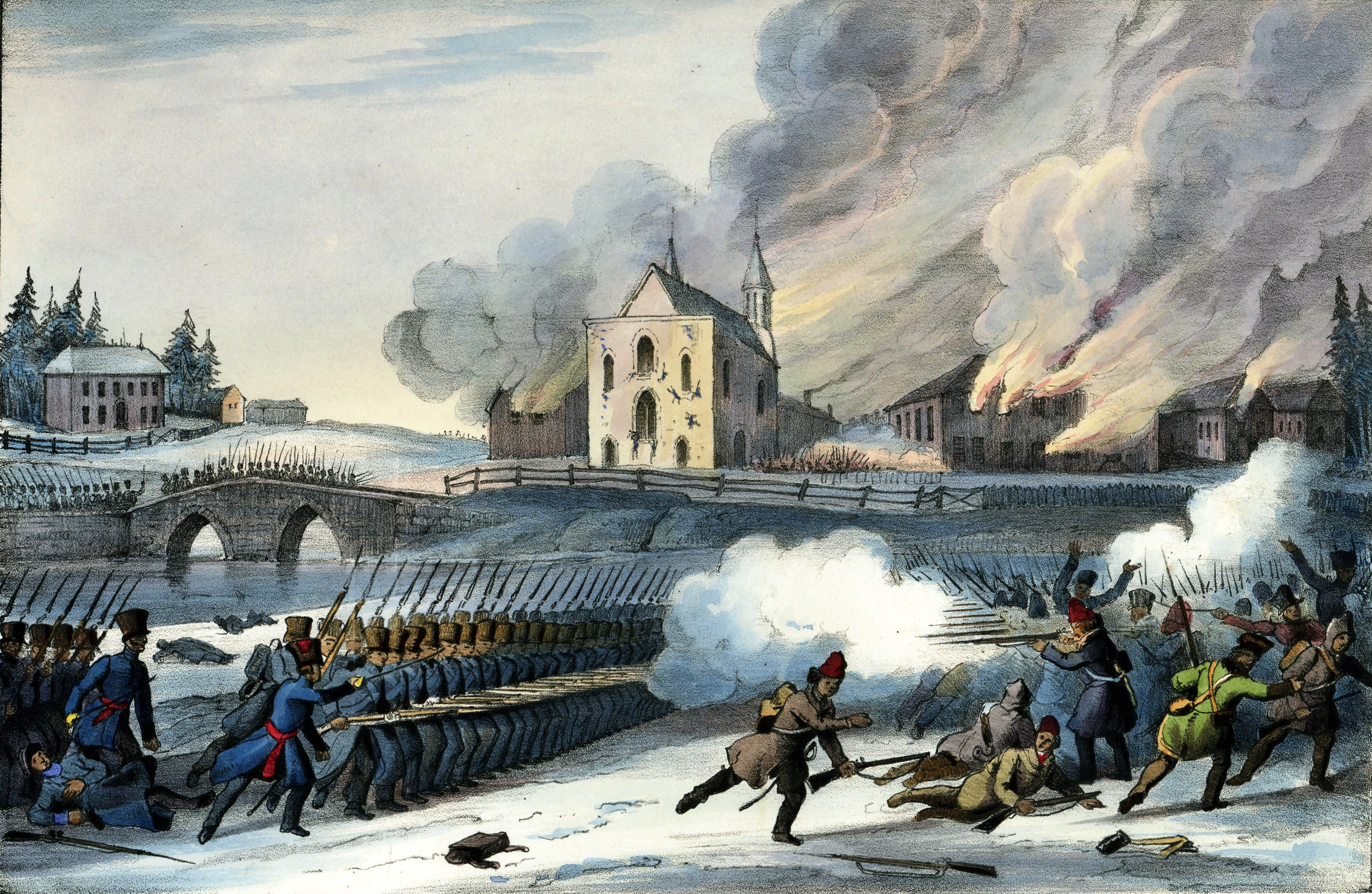
Bataille de St-Eustache durant la rébellion des patriotes

Après cette terrible défaite, les Canadiens français s'éloignèrent de l’idée d’indépendance. Cela amènera un énorme ralentissement au mouvement progressiste des francophones ajouté à un dur combat politique de résistance pour le peuple francophone de l’Amérique septentrional face à plusieurs tentatives d’assimilation et d'idées politiques « anti-français ». Cette période de l'histoire des Canadiens français posera un énorme défi pour ceux-ci. Toutefois, l’Église catholique et la fierté culturelle de ce peuple maintinrent une identité linguistique et culturelle unique dans le monde. Ainsi, c'est après plusieurs années de jonglages politiques et de persévérance qu'ils obtinrent certains privilèges telles qu'un gouvernement responsable ou la protection de la langue française dans ce territoire majoritairement anglophone.
Les débuts du retour (1939-1960)
Il faudra attendre la Révolution tranquille pour que l’idée d’indépendance revienne en force, faisant en sorte qu’elle soit encore aujourd’hui au centre d'un énorme débat au Québec. Avec l’arrivée du Parti libéral du Québec et de l’Union nationale qui prônait l’autonomie du Québec dans le Canada, l’idée de l’autonomie pour certains ne suffisait pas.

### Essor (années 1960)
Avant cette époque, ni les nationalistes traditionnels de l'Union nationale ni ceux du Parti libéral du Québec ne furent partisans de l'indépendance. Malgré des slogans électoraux tels Maîtres chez nous chez les libéraux, et Égalité ou indépendance chez les unionistes, aucun des deux principaux partis n'articule de politique qui va au-delà de simples demandes de réformes constitutionnelles. Toutefois, pour certains, même si ces partis proposèrent des idées autonomistes pour le Québec, celui-ci devait, en fait, devenir un état afin que son identité et son projet collectif soient accomplis. C’est dans cette optique que le Parti québécois est créé avec comme raison d'être la souveraineté du Québec.

### Transformation post-référendaire (1980)

Logo du NON, lors du référendum du Québec, en 1980

Avec une montée fulgurante du nationalisme québécois, le Parti québécois (PQ) créé par René Lévesque démontrait solidement son idéologie de souveraineté-association. En effet, l’idée principale du PQ (même si certains membres n’étaient pas d’accord avec celle-ci, comme Jacques Parizeau) était de permettre aux Québécois d’avoir une autonomie sur les relations extérieures, sur sa politique et sur l’organisation d'un futur pays, tout en maintenant de fortes relations économiques et politiques avec le Canada. Ainsi, dans le contexte nationaliste existant au Québec à l'époque, la souveraineté-association fut l’enjeu du premier référendum sur la souveraineté du Québec. Cependant, les Québécois et Québécoises refusèrent catégoriquement ce projet par un écart de presque 20 % (Oui 40 %, Non 60 %). Après ce vote très expressif, Ottawa entama des négociations avec les provinces afin de trouver un consensus à ces tensions[précision nécessaire] (cela fut une promesse durant la campagne référendaire). Le but de ces négociations constitutionnelles fut de rapatrier la Constitution du Canada, jusque-là modifiable par le Parlement britannique. Cependant, les négociations n’aboutirent à rien et les provinces canadiennes ne trouvèrent aucune entente d’un point de vue constitutionnel. Cette nouvelle Constitution apporta plusieurs changements tels que l’ajout d’une charte des droits et libertés et un écartement d’un point de vue politique face au Royaume-Uni. Néanmoins, le Parlement britannique et la Couronne britannique demandèrent à ce qu'il y ait une consultation avec les provinces afin qu'ils adhèrent au changement constitutionnel, ce qui amènera à des négociations en novembre 1981. Cependant, le Québec n’accepta pas cette Constitution et demanda plus de privilèges et de reconnaissance, ce que les autres provinces réclameront aussi. Cela apportera un événement qui, pour les Québécois nationalistes, est considéré comme une quasi trahison. Durant la soirée du 4 novembre 1981, le premier ministre du Canada et les premiers ministres des provinces hormis celui du Québec en vinrent à une entente sans prévenir ce dernier. Le lendemain, René Lévesque tiendra un discours et quittera les négociations en considérant que les actions de cette fameuse soirée étaient « anti-démocratiques et ennemies du Québec »[réf. nécessaire]. La nouvelle Constitution est quand même signée et acceptée par le Parlement britannique et la Couronne. Toutefois, le fait que la signature du Québec n'est pas sur la Constitution signifie que le Québec n'adhère pas à celle-ci. Cet événement a énormément marqué les Québécois. En effet, les sentiments de trahison et de rejet furent fortement ressentis par de nombreux Québécois, et ainsi, parallèlement, le sentiment souverainiste prit un nouveau souffle. Mais le PQ répliqua que pour maintenir un nouveau référendum, il faudrait un ouragan de souverainisme.
Négociations avec le reste du Canada et retour du souverainisme

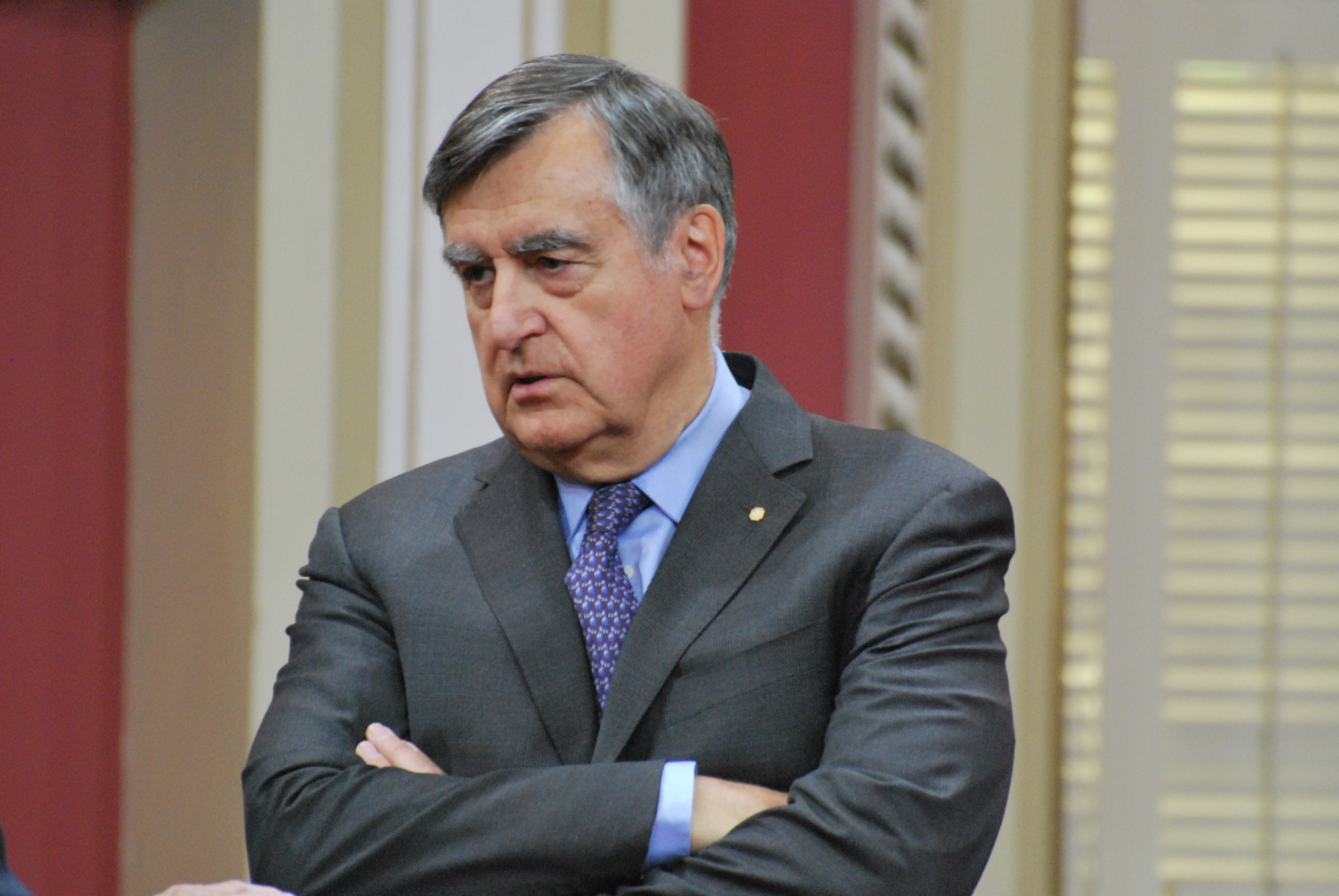
Lucien Bouchard, fondateur et premier chef du Bloc québécois et principal négociateur, représentant du OUI lors du référendum de 1995

En 1985, les Québécois décidèrent d’élire un gouvernement libéral afin d’essayer de trouver un consensus avec le Canada. De plus, en 1984, le nouveau gouvernement fédéral conservateur de Brian Mulroney promit de tenir des négociations avec les provinces et d'en finir avec la question constitutionnelle canadienne. Tel que promis, le premier ministre canadien réussit à trouver un accord au lac Meech en avril 1987. L’accord avait toutefois plusieurs points de divergences au sein des provinces. Finalement, l'Accord du lac Meech échoue le 22 juin 1990. Complètement dépassé par la politique fédérale canadienne, le premier ministre du Québec, Robert Bourassa, demanda un rapport sur l’avenir du Québec, sa solution et ses options. Le rapport Allaire démontra que le seul moyen était de tenir un référendum sur la souveraineté et l’avenir du Québec ou sur le retour à des négociations mais cette fois-ci des négociations Québec-Canada et non pour un accord mutuel avec les provinces canadiennes. Le soutien de la souveraineté était de 68%-69% et certaines analyses montraient des pourcentages allant jusqu'à 72 %. Cependant, le gouvernement libéral refusa de tenir un référendum même si Robert Bourassa avait tenu un discours nationaliste et que certains députés libéraux avaient mentionné la possibilité d'un référendum sur l'indépendance du Québec.
Par la suite, on reprit les négociations constitutionnelles pour en arriver le 28 août 1992 à l'Accord de Charlottetown, mais il devait être accepté par la population canadienne par voie de référendum le 26 octobre 1992. Toutefois, les Québécois et les autres Canadiens considèrent que cet accord est vain et ne souhaitent plus retomber dans des négociations constitutionnelles. L’accord est rejeté à 55 %.
Entretemps, le ministre conservateur Lucien Bouchard quitta le gouvernement conservateur à la suite du scandale de l’Accord du lac Meech en mai 1990 et créa un parti fédéral visant à représenter les Québécois nationalistes à la Chambre des communes : le Bloc québécois. Ce dernier deviendra l’opposition officielle en 1993. Cela a ainsi prouvé au Canada que l’idée souverainiste était encore présente et remontait en force.

Résultats du référendum, en 1995.

Deuxième référendum
Selon certains analystes[Qui ?], le fait de mettre un parti souverainiste au pouvoir avec une majorité politique pouvait envoyer un message clair à la fédération si instable du Canada. Cependant, Jacques Parizeau promit aux Québécois de tenir un référendum sur la souveraineté complète du Québec et non une souveraineté-association durant sa campagne électorale. Ce qui, pour plusieurs[Qui ?] qui considéraient que seulement des négociations suffiraient pour parvenir à une entente avec Ottawa, fut une déception. Ce qui amènera le Parti québécois à n'obtenir que 45 % aux élections provinciales. En 1994, les électeurs québécois, par une mince majorité, mettent le Parti québécois mené par Jacques Parizeau au pouvoir pour en finir avec la question de la place du Québec au Canada. De plus, dès son entrée au pouvoir, le premier ministre du Québec demanda aux Québécois leur avis sur la souveraineté. Seulement 40 % souhaitaient l’indépendance. Néanmoins, il soutient qu’il y aura un référendum lors de son mandat. La campagne référendaire commençait mal pour le camp du OUI, au contraire du NON qui avait le vent dans les voiles. Cependant, avec la venue de l’Action démocratique du Québec et le soutien du Bloc québécois de Lucien Bouchard (la coalition du OUI), le camp souverainiste repart dans la course avec, pour la première fois, des sondages démontrant une victoire pour le OUI (jamais l'idée souverainiste n'avait réussi à avoir une majorité dans des sondages). De plus, le soutien de la France et des pays francophones a rassuré quelques Québécois indécis au sujet des relations extérieures. Toutefois, l’entrée du premier ministre canadien Jean Chrétien dans la campagne a aidé le camp du NON. De plus, les États-Unis ont déclaré publiquement leur intérêt au maintien d'un Canada uni, même si techniquement leur position, d'un point de vue international, était neutre. Ainsi, le 30 octobre, lors du référendum, tout indiquait que le OUI l’emportera par une courte majorité. Mais, lors des dernières 30 à 40 minutes de cette soirée, le vent tourna au profit du camp du NON avec surtout Montréal et l’Outaouais formant la vague fédéraliste. La soirée se finit, donc par une très mince victoire du NON avec 50,58 % contre 49,42 % pour le OUI (un écart d’environ 58 000 voix *la plus petite majorité de vote dans un référendum ayant plus de 2 millions de votes*). Le fameux discours de Jacques Parizeau amena de grandes controverses au sein du Parti québécois et de son acceptation parmi les minorités ethniques du Québec parce que durant son discours, Jacques Parizeau déclara que la défaite avait été causée « par l’argent et des votes ethniques ». Le Parti québécois ne s'est encore jamais remis de cette soirée. Il démissionna le lendemain du référendum laissant une très grande empreinte au Québec moderne tout en meurtrissant le mouvement souverainiste. Pour le camp du NON, sa fragilité est maintenant connue de tous et sa demande d'aide face au Canada a démontré pour certains leur incapacité de gérer une campagne référendaire sans l’aide du Canada. Jamais le camp fédéraliste ne fut aussi proche de la défaite. Depuis cet événement, le camp fédéral (le parti libéral pour être plus précis) fut pointé du doigt par plusieurs pour des allégations de fraude durant le référendum, ce qui, pour certains souverainistes, démontrait que le camp du OUI aurait dû l'emporter et qu'ils se sont "fait voler le référendum".[réf. nécessaire]

### Époque contemporaine
L'idée de la souveraineté du Québec est toujours défendue par une portion importante de la population québécoise. Depuis le début des années 2010 jusqu'à nos jours[Quand ?], l'appui à la souveraineté recueille entre 35 % et 40 % d'appui. Bien que le clivage entre l'idéologie fédéraliste et le souverainisme soit important, le débat entre la gauche et la droite prend aussi une place importante.
Les Organisations unies pour l’indépendance (OUI Québec) ont succédé le 6 décembre 2014 au Conseil de la souveraineté du Québec (CSQ). En mai 2021, le premier ministre Justin Trudeau reconnaît l'existence de la nation québécoise et évoque la possibilité pour le gouvernement du Québec de l'inscrire dans la Constitution du Canada,,.

## Idéologie

### Principes généraux

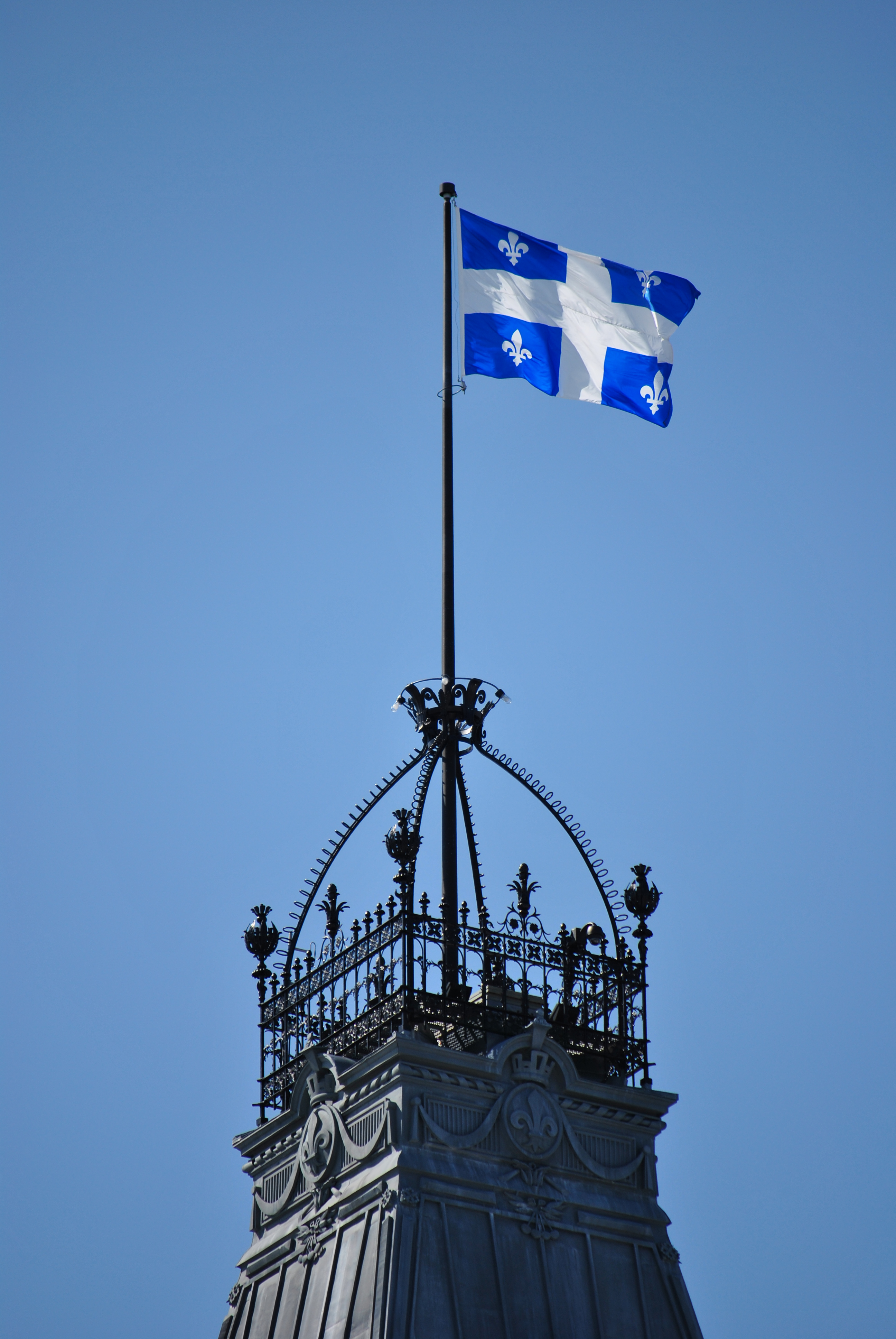
Le drapeau du Québec flottant au-dessus de l'hôtel du Parlement du Québec.

Le but de l'idéologie et du mouvement souverainiste est de faire en sorte que le Québec devienne un pays en se séparant du Canada. Cependant, plusieurs souverainistes proposent d'établir divers partenariats futurs avec le Canada.
L'idée de la souveraineté du Québec est fondée sur une vision et interprétation nationalistes des faits historiques et des réalités sociologiques du Québec, qui attestent l'existence d'un peuple et d'une nation québécoise.
Les souverainistes croient que l'aboutissement normal de l'aventure collective des Québécois est l'atteinte de l'indépendance politique, chose qu'ils entrevoient comme possible uniquement si le Québec devient un État souverain et si ses habitants se gouvernent eux-mêmes par le biais d'institutions politiques démocratiques indépendantes, et s'ils sont libres d'établir des relations extérieures sur la base de traités.
Par le biais du fédéralisme canadien, les Québécois exercent actuellement un certain contrôle sur l'État québécois. Cependant, au sein du Canada tel qu'il est actuellement constitué, le Québec n'a pas tous les pouvoirs constitutionnels lui permettant d'agir en tant que pays souverain.
Bien que ce soit avant tout un courant d'ordre politique, des préoccupations d'ordre culturel et social sont également à la base du désir d'émancipation par la voie indépendantiste d'une partie de la population québécoise, lesquelles sont beaucoup plus anciennes que le mouvement souverainiste et se réfèrent proprement à la question de l'identité nationale de chaque Québécois, toutes tendances politiques confondues. L'argument culturel principal des souverainistes soutient que seule une citoyenneté nationale québécoise permettrait de résoudre le problème de l'identité culturelle québécoise dans le contexte nord-américain. En assoyant la future nationalité québécoise sur des assises juridiques, les souverainistes croient que l'identité culturelle des Québécois et ainsi de leur mémoire collective, telle que définie par leurs élites intellectuelles, sera adéquatement protégée, notamment contre les récupérations par d'autres nations, tel l'hymne national du Canada, à l'origine un chant patriotique canadien-français. Une citoyenneté nationale viendrait résoudre de manière adéquate et définitive la délicate question de la langue française au Québec, langue de la majorité québécoise, mais d'une minorité culturelle au sein du Canada.

### Souverainisme de gauche
L'idéologie et le mouvement souverainiste québécois sont grandement associés à la social-démocratie et la sécularisation, notamment parce que le souverainisme s'est développé durant la révolution tranquille, un processus de sécularisation et de création de l'État providence québécois. Les partis politiques et la plupart des groupes qui ont promu la souveraineté au Québec se sont distingués par leur adhésion aux politiques sociales, en contraste avec les tendances économiques plus libérales des fédéralistes. Il s'est donc développé au Québec un nationalisme de gauche qui associe les idées sociales-démocrates et séculières avec le nationalisme.

### Souverainisme de droite
Il existe aussi des souverainistes québécois associés à des idées plus à droite. Il est à noter que l'expression « souverainisme de droite » recouvre un très large spectre politique : elle peut être utilisée autant pour identifier des souverainistes dotés d'une pensée économique libérale ou néolibérale, que des personnalités indépendantistes culturellement ou moralement conservatrices. Pourtant, outre d'être toutes en faveur de la souveraineté du Québec, ces différentes catégories peuvent avoir peu de points en commun en matière politique, culturelle et économique.
Des penseurs comme l'historien Lionel Groulx ont souhaité créer un Québec indépendant pour y faire fleurir la langue française et la religion catholique[réf. nécessaire].
Des hommes politiques tels que Lucien Bouchard, Rodrigue Biron et François Legault sont ou furent souverainistes conservateurs et étaient décrits comme ayant des idées plus de droite.
Plus récemment, le sociologue et chroniqueur nationaliste Mathieu Bock-Côté se décrit à la fois comme souverainiste et conservateur.
Une partie de la nouvelle droite souverainiste, principalement représentée par l'ethnonationaliste Alexandre Cormier-Denis, parfois qualifié de « suprémaciste blanc, », s’inspire fortement du nationalisme canadien-français des années 1920 et 1930.

### La rupture des liens avec le Canada

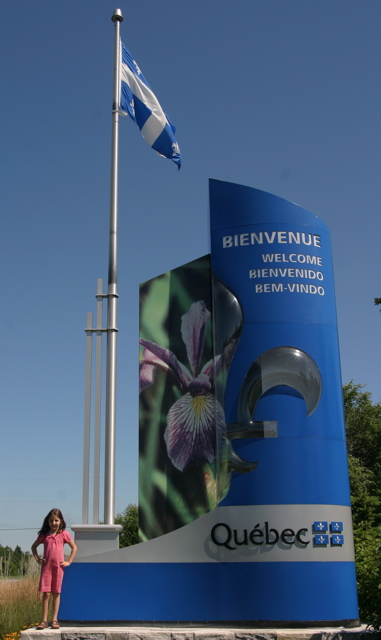
Enseigne de bienvenue située à la frontière entre le Québec et les États-Unis.

L'idéologie et le mouvement souverainistes visent à la constitution d'un pays souverain au Québec. Toutefois, l'idéologie regroupe plusieurs franges qui acceptent ou non la poursuite de certains liens avec le Canada. Ainsi, durant les années 1980, le Parti québécois prônait un projet de souveraineté-association qui comprenait certains liens avec le Canada.
De même, certains militants du Parti libéral du Québec au début des années 1990 souhaitaient une forme de souveraineté québécoise à condition qu'il subsiste un Parlement unissant le Québec et le Canada.
D'autres franges, plus majoritaires, réclament la constitution d'un pays souverain qui négocierait par la suite avec le Canada pour certaines ententes commerciales et territoriales (ex. : monnaie commune, libre circulation, partenariat économique, etc.).
Par groupes d'âge, les indépendantistes du Québec sont majoritaires parmi l'électorat de moins de 30 ans. Actuellement, de nombreux jeunes québécois voient l'indépendance du Québec comme une grande avancée démocratique, la consolidation d'un nouvel État avec son propre gouvernement, ses frontières et indépendant du Canada, mais en même temps avec de bonnes relations avec lui. Il met en lumière les nouveaux courants qui prônent une éventuelle union avec l’Union européenne en tant que nation souveraine, bénéficiant de vastes avantages économiques et du niveau de démocratie et de liberté des peuples occidentaux.  Ainsi que maintenir un large dialogue avec la France pour l'intégration des îles de Saint-Pierre-et-Miquelon au Québec.

## Critiques
Les fédéralistes québécois critiquent le projet souverainiste, puisqu'il implique le retrait du Québec de la Confédération canadienne. Ils estiment que l'indépendance du Québec aurait des conséquences néfastes pour la Belle Province, tant politiques qu'économiques.
À leurs yeux, l'accession à l'indépendance mènerait à une série de « chicanes » politiques, notamment pendant la nécessaire période de transfert de pouvoirs — forces armées, aéroports, partage des eaux, définition des frontières, partage de la dette fédérale, etc. — entre Ottawa et Québec.
Les fédéralistes québécois estiment par ailleurs que l'accession à la souveraineté aurait un coût économique et financier pour le Québec, le nouvel État indépendant devant notamment se priver de la péréquation canadienne et possiblement réadhérer formellement à des traités de libre-échange tels que l'ACEUM. Les opposants au projet souverainiste croient aussi que la possible instabilité politique suivant un vote en faveur du « Oui » pourrait effrayer les investisseurs et inciter des entreprises installées au Québec à déménager leurs sièges sociaux à l'étranger.

## Sondage et opinion publique

### Intentions de voteaprès répartition
Attention : les résultats suivants ne sont pas tous en réponse à la même question. Il faut distinguer principalement trois questions : celle de 1980 (utilisée en 1979-1980), celle de 1995 (utilisée en 1995-2004), et la question de la simple indépendance, utilisée surtout avant 1968 et après 2004. On trouve aussi d'autres questions similaires. Enfin, les résultats sont parfois représentés en ne comptant pas les indécis (référendums) ou en les comptant séparément (sondages « avant répartition »).
%lastDay304050607005/12/199125/11/200220/06/201116/01/2017OuiNonIntentions de votes après répartition
| Dernier jour du sondage                              | Pour | Contre | Sondeur      | Échantillon | ME    | Source |
| ---------------------------------------------------- | ---- | ------ | ------------ | ----------- | ----- | ------ |
| Dernier jour du sondage                              |      |        | Sondeur      | Échantillon | ME    | Source |
| 16 avril 2025                                        | 40   | 60     | Léger        | 1001        | ± 3,4 | PDF    |
| 22 janvier 2025                                      | 37   | 63     | Léger        | 1003        | ± 3,0 | PDF    |
| 10 juin 2022                                         | 33   | 67     | Mainstreet   | 1404        | ± 3,0 | PDF    |
| 7 février 2022                                       | 40   | 60     | GROP / Léger | 1010        | NC    | HTML   |
| 9 février 2021                                       | 36   | 64     | Mainstreet   | 1012        | ± 3,0 | HTML   |
| 21 août 2018                                         | 37   | 63     | Léger        | 801         | NC    | PDF    |
| 2 mai 2018                                           | 31,2 | 68,8   | Ipsos        | 2 001       | ± 2,5 | HTML   |
| 16 mars 2017                                         | 36   | 64     | Léger        | 1 006       | ± 3,1 | PDF    |
| 19 janvier 2017                                      | 35   | 65     | Léger        | 1 005       | ± 3,1 | PDF    |
| 16 janvier 2017                                      | 33   | 67     | CROP         | 925         | NC    | PDF    |
| 12 décembre 2016                                     | 30   | 70     | CROP         | 919         | NC    | PDF    |
| 10 novembre 2016                                     | 37   | 63     | Léger        | 999         | ± 3,1 | PDF    |
| 19 septembre 2016                                    | 33   | 67     | CROP         | 920         | NC    | PDF    |
| 5 mai 2016                                           | 41   | 59     | Léger        | 1 003       | ± 3,0 | PDF    |
| 15 février 2016                                      | 37   | 63     | CROP         | 908         | NC    | PDF    |
| 4 février 2016                                       | 35   | 65     | Léger        | 939         | NC    | PDF    |
| 18 janvier 2016                                      | 34   | 66     | CROP         | 903         | NC    | PDF    |
| 19 novembre 2015                                     | 39   | 61     | Léger        | 914         | NC    | PDF    |
| octobre 2015                                         | 36   | 64     | CROP         | NC          | NC    | [ 12 ] |
| 20 septembre 2015                                    | 36   | 64     | CROP         | NC          | NC    | PDF    |
| 11 juin 2015                                         | 40   | 60     | Léger        | 951         | NC    | PDF    |
| 17 mai 2015                                          | 42   | 58     | Léger        | 944         | NC    | PDF    |
| 12 décembre 2014                                     | 38   | 62     | Léger        | 878         | NC    | PDF    |
| 13 novembre 2014                                     | 36   | 64     | Léger        | 854         | NC    | PDF    |
| 25 septembre 2014                                    | 40   | 60     | Léger        | 891         | NC    | PDF    |
| 25 août 2014                                         | 36   | 64     | Léger        | 1 038       | ± 3,0 | PDF    |
| 3 mars 2014                                          | 41   | 59     | Léger        | 1 261       | NC    | PDF    |
| 6 mai 2013                                           | 38   | 62     | Léger        | 1 008       | ± 3,1 | PDF    |
| novembre 2012                                        | 34   | 66     | CROP         | NC          | NC    | [ 13 ] |
| 22 novembre 2012                                     | 39   | 61     | Léger        | 1 014       | ± 3,1 | PDF    |
| 2 mai 2012                                           | 43   | 57     | Léger        | 1 433       | NC    | PDF    |
| 12 janvier 2012                                      | 43   | 57     | Léger        | 882         | NC    | PDF    |
| 20 juin 2011                                         | 38   | 62     | CROP         | 1 000       | NC    | HTML   |
| 11 mai 2011                                          | 41   | 59     | Léger        | 1 000       | ± 3,1 | PDF    |
| 17 mai 2009                                          | 41   | 59     | Léger        | 1 053       | ± 3,0 | PDF    |
| 23 mars 2009                                         | 40   | 60     | CROP         | 1 001       | ± 3,0 | PDF    |
| 25 janvier 2009                                      | 43   | 57     | CROP         | 1 000       | ± 3,0 | PDF    |
| 17 novembre 2008                                     | 37   | 63     | Léger        | 1 002       | ± 3,4 | PDF    |
| 15 juin 2008                                         | 42   | 58     | Léger        | 1 000       | ± 3,1 | PDF    |
| 20 avril 2008                                        | 42   | 58     | Léger        | 1 002       | ± 3,4 | PDF    |
| Pour l'historique des intentions de vote avant 2008. |      |        |              |             |       |        |
| 25 juin 2007                                         | 32   | 68     | CROP         | 1 000       | ± 3,0 | PDF    |
| 28 mai 2007                                          | 36   | 64     | CROP         | 1 000       | ± 3,0 | PDF    |
| 5 décembre 2006                                      | 46   | 54     | Léger        | 602         | NC    | PDF    |
| 30 avril 2006                                        | 43   | 57     | Léger        | 1 002       | ± 3,1 | PDF    |
| 11 septembre 2005                                    | 52   | 48     | Léger        | 1 008       | ± 3,1 | PDF    |
| 14 mai 2005                                          | 54   | 46     | Léger        | 2 008       | ± 2,2 | PDF    |
| 18 janvier 2004                                      | 48   | 52     | Léger        | NC          | NC    | HTML   |
| 11 mars 2003                                         | 42   | 58     | CROP         | 1 000       | ± 3,0 | PDF    |
| 24 février 2003                                      | 46   | 54     | CROP         | NC          | NC    | PDF    |
| 13 février 2003                                      | 45   | 55     | CROP         | NC          | NC    | PDF    |
| 25 janvier 2003                                      | 42   | 58     | CROP         | NC          | NC    | PDF    |
| 18 décembre 2002                                     | 44   | 56     | CROP         | NC          | NC    | PDF    |
| 9 décembre 2002                                      | 40   | 60     | Léger        | 1 005       | ± 3,5 | PDF    |
| 25 novembre 2002                                     | 39   | 61     | CROP         | NC          | NC    | PDF    |
| 27 mai 2002                                          | 42   | 58     | Léger        | 1 002       | ± 3,5 | PDF    |
| 5 février 2002                                       | 40,7 | 59,3   | Léger        | 968         | ± 3,5 | PDF    |
| 2 avril 2001                                         | 45,7 | 54,3   | Léger        | 1 003       | ± 3,4 | [ 14 ] |
| 5 février 2001                                       | 44,7 | 55,3   | Léger        | 1 003       | ± 3,5 | PDF    |
| 23 octobre 2000                                      | 35   | 65     | CROP         | 1 001       | NC    | [ 15 ] |
| 20 août 2000                                         | 46,1 | 53,9   | Léger        | 1 006       | ± 3,4 | [ 16 ] |
| 30 avril 2000                                        | 43   | 57     | Léger        | 1 000       | ± 3,4 | [ 17 ] |
| 8 septembre 1999                                     | 47,1 | 52,9   | Sondagem     | 1 014       | ± 3,1 | PDF    |
| 22 juin 1999                                         | 42,4 | 57,6   | SOM          | 1 002       | ± 3,5 | PDF    |
| 17 mai 1998                                          | 44   | 56     | Léger        | 1 000       | ± 3,1 | [ 18 ] |
| 29 janvier 1997                                      | 51,9 | 48,1   | Léger        | 1 002       | ± 3,1 | [ 19 ] |
| 12 décembre 1996                                     | 52,1 | 47,9   | Léger        | 1 005       | ± 3,1 | [ 20 ] |
| 22 août 1996                                         | 52,5 | 47,5   | Léger        | 1 001       | ± 3,1 | [ 21 ] |
| 22 mai 1996                                          | 50,3 | 49,7   | Léger        | 1 000       | ± 3,1 | [ 22 ] |
| 25 janvier 1996                                      | 52,4 | 47,6   | Léger        | 1 005       | ± 3,1 | [ 23 ] |
| 23 août 1995                                         | 49,5 | 50,5   | Léger        | 1 003       | ± 3,1 | [ 24 ] |
| 25 juin 1995                                         | 52   | 48     | CROP         | 1 509       | NC    | [ 25 ] |
| 20 juin 1995                                         | 48,5 | 51,5   | Léger        | NC          | NC    | [ 25 ] |
| 5 décembre 1991                                      | 59,8 | 40,2   | IQOP         | 936         | ± 3,2 | PDF    |

### Intentions de voteavant répartition
| Historique des intentions de vote référendaire au Québec depuis 1990 Indécis non-répartis |
|                                                                                           |

| Dernier jour du sondage                              | Pour | Contre | Indécis | Sondeur      | Échantillon | ME     | Source |
| ---------------------------------------------------- | ---- | ------ | ------- | ------------ | ----------- | ------ | ------ |
| Dernier jour du sondage                              |      |        |         | Sondeur      | Échantillon | ME     | Source |
| 24 juin 2025                                         | 30   | 59     | 11      | Mainstreet   | 910         | ± 4    | PDF    |
| 22 juin 2025                                         | 33   | 59     | 8       | Léger        | 1 056       | ± 3,1  | PDF    |
| 16 juin 2025                                         | 32   | 56     | 12      | Pallas       | 1 085       | ± 3    | PDF    |
| 18 mai 2025                                          | 33   | 59     | 8       | Léger        | 412         | ± 5    | PDF    |
| 16 avril 2025                                        | 36   | 54     | 11      | Léger        | 1 001       | ± 3,08 | PDF    |
| 10 mars 2025                                         | 29   | 62     | 9       | Léger        | 1 010       | ± 3,08 | PDF    |
| 11 novembre 2024                                     | 37   | 55     | 8       | Léger        | 1 010       | ± 3,08 | PDF    |
| 25 août 2024                                         | 35   | 56     | 9       | Léger        | 1 041       | ± 3,04 | PDF    |
| 8 juin 2024                                          | 40   | 52     | 8       | Pallas       | 1 339       | ± 2,7  | HTML   |
| 13 mai 2024                                          | 36   | 53     | 11      | Léger        | 1 031       | ± 3,05 | PDF    |
| 22 avril 2024                                        | 39   | 50     | 11      | Pallas       | 1 256       | ± 2,8  | HTML   |
| 18 mars 2024                                         | 36   | 53     | 11      | Léger        | 1 033       | ± 3,05 | PDF    |
| 7 février 2024                                       | 41   | 48     | 11      | Pallas       | 1 178       | ± 3,0  | HTML   |
| 5 février 2024                                       | 35   | 56     | 9       | Léger        | 1 040       | ± 3,0  | PDF    |
| 4 décembre 2023                                      | 34   | 55     | 11      | Léger        | 1 040       | ± 3,0  | PDF    |
| 19 novembre 2023                                     | 39   | 48     | 13      | Pallas       | 1 178       | ± 3,0  | HTML   |
| 1er novembre 2023                                    | 35   | 54     | 11      | Léger        | 1 026       | ± 3,0  | PDF    |
| 28 septembre 2023                                    | 37   | 49     | 14      | Pallas       | 1 095       | ± 2,96 | PDF    |
| 21 août 2023                                         | 36   | 53     | 11      | Léger        | 1 036       | ± 3,0  | PDF    |
| 12 juin 2023                                         | 37   | 52     | 11      | Léger        | 1 042       | ± 3,0  | PDF    |
| 26 février 2023                                      | 38   | 51     | 10      | Léger        | 1 044       | ± 3,0  | PDF    |
| 16 août 2022                                         | 30   | 54     | 16      | Léger / IRAI | 1 002       | ± 3,0  | PDF    |
| 19 juin 2022                                         | 32   | 53     | 15      | Léger        | 1 041       | ± 3,1  | PDF    |
| 7 février 2022                                       | 28   | 38     | 34      | GROP         | 1 010       | NC     | PDF    |
| 9 février 2021                                       | 32   | 56     | 12      | Mainstreet   | 1 012       | ± 3,0  | HTML   |
| 13 décembre 2020                                     | 27   | 52     | 21      | Léger        | 1 004       | ± 3,1  | PDF    |
| 4 octobre 2020                                       | 36   | 54     | 10      | Léger        | 1 013       | ± 3,1  | HTML   |
| 16 janvier 2019                                      | 23   | 23     | 54      | Environics   | NC          | NC     | HTML   |
| 2 mai 2018                                           | 25,0 | 55,1   | 19,8    | Ipsos        | 2 001       | ± 2,5  | HTML   |
| 16 janvier 2017                                      | 30   | 61     | 8       | CROP         | 1 000       | NC     | PDF    |
| 12 décembre 2016                                     | 27   | 65     | 7       | CROP         | 1 000       | NC     | PDF    |
| 19 septembre 2016                                    | 30   | 61     | 9       | CROP         | 1 000       | NC     | PDF    |
| 5 mai 2016                                           | 38   | 54     | 8       | Léger        | 1 003       | ± 3,0  | PDF    |
| 15 février 2016                                      | 33   | 57     | 10      | CROP         | 1 000       | NC     | PDF    |
| 4 février 2016                                       | 32   | 59     | 10      | Léger        | 939         | NC     | PDF    |
| 19 janvier 2016                                      | 31   | 58     | 11      | CROP         | 1 000       | NC     | PDF    |
| 20 septembre 2015                                    | 32   | 57     | 11      | CROP         | 1 000       | NC     | PDF    |
| 25 août 2014                                         | 30   | 55     | 15      | Léger        | 1 038       | ± 3,0  | PDF    |
| 3 mars 2014                                          | 34   | 49     | 17      | Léger        | 1 502       | ± 2,5  | PDF    |
| 18 janvier 2014                                      | 37   | 50     | 14      | Léger        | 1 207       | ± 2,8  | PDF    |
| 6 mai 2013                                           | 33   | 53     | 14      | Léger        | 1 008       | ± 3,1  | PDF    |
| 12 novembre 2012                                     | 32   | 54     | 14      | Angus Reid   | 800         | ± 3,5  | PDF    |
| 29 août 2012                                         | 28   | 62     | 10      | CROP         | 1 002       | ± 3,1  | HTML   |
| 2 mai 2012                                           | 37   | 50     | 13      | Léger        | 1 615       | ± 2,4  | PDF    |
| 12 janvier 2012                                      | 37   | 50     | 13      | Léger        | 1 001       | ± 3,1  | PDF    |
| 20 juin 2011                                         | 35   | 57     | 9       | CROP         | 1 000       | NC     | PDF    |
| 11 mai 2011                                          | 35   | 50     | 15      | Léger        | 1 000       | ± 3,1  | PDF    |
| 20 avril 2011                                        | 36   | 49     | 14      | CROP         | 1 000       | NC     | PDF    |
| 19 décembre 2010                                     | 39   | 57     | 4       | CROP         | 1 000       | NC     | PDF    |
| 27 septembre 2010                                    | 32   | 63     | 5       | CROP         | 1 000       | NC     | PDF    |
| 24 janvier 2010                                      | 36   | 57     | 8       | CROP         | 1 000       | NC     | PDF    |
| 25 octobre 2009                                      | 35   | 58     | 7       | CROP         | 1 000       | NC     | PDF    |
| Pour l'historique des intentions de vote avant 2008. |      |        |         |              |             |        |        |
| 4 novembre 2007                                      | 37   | 58     | 5       | Léger        | 1 000       | ± 3,1  | PDF    |
| 26 mai 2007                                          | 37   | 59     | 4       | Léger        | 1 001       | ± 3,1  | PDF    |
| 25 septembre 2004                                    | 43   | 46     | 11      | CROP         | 996         | NC     | PDF    |
| 5 septembre 2004                                     | 35   | 58     | 7       | CROP         | 1 000       | NC     | PDF    |
| 18 janvier 2004                                      | 47   | 49     | 3       | Léger        | NC          | NC     | PDF    |
| 1er septembre 2002                                   | 33   | 61     | 6       | Léger        | 1 010       | ± 3,1  | PDF    |
| 14 janvier 2001                                      | 46,2 | 42,6   | 11,1    | CROP         | 612         | NC     | [ 26 ] |
| 23 octobre 2000                                      | 25   | 66     | 9       | CROP         | 1 001       | NC     | [ 15 ] |
| 26 janvier 2000                                      | 38   | 52     | 10      | CROP         | NC          | NC     | [ 27 ] |
| 8 septembre 1999                                     | 40   | 45     | 14      | Sondagem     | 1 014       | ± 3,1  | HTML   |
| 23 novembre 1998                                     | 37   | 55     | 8       | CROP         | 1 003       | ± 3,0  | PDF    |
| 19 février 1998                                      | 35   | 51     | 15      | CROP         | 927         | ± 3,3  | HTML   |
| 30 septembre 1997                                    | 38   | 46     | 15      | CROP         | 1 003       | ± 3,0  | PDF    |
| 25 juin 1995                                         | 45   | 41     | 14      | CROP         | 1 509       | NC     | [ 25 ] |
| 20 juin 1995                                         | 46,0 | 48,6   | 5,1     | Léger        | NC          | NC     | [ 25 ] |
| 5 décembre 1991                                      | 50,6 | 34,0   | 15,4    | IQOP         | 936         | ± 3,2  | PDF    |
| 18 janvier 1982                                      | 39   | 42     | 19      | Sorecom      | 1 087       | ± 3,0  | PDF    |

### Intentions de vote par langue

#### Chez les électeurs francophones
| Historique des intentions de vote référendaire au Québec depuis 1997 Électeurs francophones |
|                                                                                             |

| Dernier jour du sondage | Pour | Contre | Indécis | Sondeur      | Échantillon | ME    | Source |
| ----------------------- | ---- | ------ | ------- | ------------ | ----------- | ----- | ------ |
| Dernier jour du sondage |      |        |         | Sondeur      | Échantillon | ME    | Source |
| 16 avril 2025           | 50   | 50     | -       | Léger        | 746         | NC    | PDF    |
| 11 novembre 2024        | 45   | 45     | 9       | Léger        | 854         | NC    | PDF    |
| 13 mai 2024             | 45   | 43     | 12      | Léger        | 854         | NC    | PDF    |
| 22 avril 2024           | 45   | 43     | 12      | Pallas       | 977         | NC    | PDF    |
| 18 mars 2024            | 43   | 46     | 11      | Léger        | 860         | NC    | PDF    |
| 5 février 2024          | 43   | 47     | 9       | Léger        | 836         | NC    | PDF    |
| 4 décembre 2023         | 41   | 47     | 13      | Léger        | 814         | NC    | PDF    |
| 19 novembre 2023        | 45   | 42     | 13      | Pallas       | 970         | NC    | PDF    |
| 1er novembre 2023       | 43   | 45     | 12      | Léger        | 797         | NC    | PDF    |
| 28 septembre 2023       | 43   | 45     | 12      | Pallas       | 907         | NC    | PDF    |
| 21 août 2023            | 44   | 44     | 12      | Léger        | 828         | NC    | PDF    |
| 12 juin 2023            | 45   | 42     | 13      | Léger        | 803         | NC    | PDF    |
| 26 février 2023         | 48   | 41     | 11      | Léger        | 818         | NC    | PDF    |
| 16 août 2022            | 37   | 45     | 18      | Léger / IRAI | 805         | NC    | PDF    |
| 19 juin 2022            | 39   | 45     | 17      | Léger        | 822         | NC    | PDF    |
| 10 juin 2022            | 41   | 59     | —       | Mainstreet   | 1204        | ± 3 % | PDF    |
| 7 février 2022          | 29   | 35     | 36      | GROP         | 779         | NC    | PDF    |
| 9 février 2021          | 39   | 47     | 14      | Mainstreet   | 926         | ± 3 % | HTML   |
| 13 décembre 2020        | 33   | 42     | 25      | Léger        | 804         | NC    | PDF    |
| 2 mai 2018              | 38,3 | 61,7   | —       | Ipsos        | 1 265       | NC    | PDF    |
| 16 mars 2017            | 44   | 56     | —       | Léger        | 724         | NC    | PDF    |
| 19 janvier 2017         | 43   | 57     | —       | Léger        | 733         | NC    | PDF    |
| 10 novembre 2016        | 46   | 54     | —       | Léger        | 753         | NC    | PDF    |
| 5 mai 2016              | 52   | 48     | —       | Léger        | 731         | NC    | PDF    |
| 4 février 2016          | 43   | 57     | —       | Léger        | 736         | NC    | PDF    |
| 19 novembre 2015        | 48   | 52     | —       | Léger        | 735         | NC    | PDF    |
| 11 juin 2015            | 49   | 51     | —       | Léger        | 763         | NC    | PDF    |
| 17 mai 2015             | 51   | 49     | —       | Léger        | 731         | NC    | PDF    |
| 13 novembre 2014        | 45   | 55     | —       | Léger        | 671         | NC    | PDF    |
| 25 septembre 2014       | 51   | 49     | —       | Léger        | 681         | NC    | PDF    |
| 25 août 2014            | 44   | 56     | —       | Léger        | 680         | NC    | PDF    |
| 3 mars 2014             | 51   | 49     | —       | Léger        | 1 048       | NC    | PDF    |
| 18 janvier 2014         | 44   | 41     | 15      | Léger        | 978         | NC    | PDF    |
| 5 décembre 2013         | 41   | 42     | 18      | Léger        | 787         | NC    | HTML   |
| 6 mai 2013              | 40   | 45     | 15      | Léger        | 1 008       | ± 3,1 | PDF    |
| 6 février 2013          | 45   | 55     | —       | Léger        | 750         | NC    | PDF    |
| 22 novembre 2012        | 49   | 51     | —       | Léger        | 798         | NC    | PDF    |
| 12 novembre 2012        | 36   | 49     | 15      | Angus Reid   | NC          | NC    | PDF    |
| 12 janvier 2012         | 44   | 42     | 14      | Léger        | 806         | NC    | PDF    |
| 11 mai 2011             | 42   | 42     | 15      | Léger        | 824         | NC    | PDF    |
| 2 septembre 2009        | 48   | 38     | 14      | Léger        | 795         | NC    | PDF    |
| 27 juin 2009            | 52   | 48     | —       | Léger        | 854         | NC    | PDF    |
| 17 mai 2009             | 50   | 50     | —       | Léger        | 833         | NC    | PDF    |
| 26 mai 2008             | 45   | 49     | 6       | CROP         | 909         | NC    | PDF    |
| 4 novembre 2007         | 43   | 52     | 5       | Léger        | NC          | NC    | PDF    |
| 27 mai 2007             | 42   | 54     | 4       | Léger        | 810         | NC    | PDF    |
| 30 avril 2006           | 50   | 50     | —       | Léger        | NC          | NC    | PDF    |
| 11 septembre 2005       | 57   | 43     | —       | Léger        | NC          | NC    | PDF    |
| 30 mai 2005             | 55   | 37     | 9       | CROP         | 879         | NC    | [ 28 ] |
| 14 mai 2005             | 62   | 38     | —       | Léger        | NC          | NC    | PDF    |
| 24 avril 2005           | 60   | 40     | —       | Léger        | NC          | NC    | PDF    |
| 24 avril 2005           | 49   | 41     | 11      | CROP         | 879         | NC    | [ 29 ] |
| 26 septembre 2004       | 47   | 40     | 13      | CROP         | 879         | NC    | [ 30 ] |
| 25 avril 2004           | 49   | 39     | 12      | CROP         | 893         | NC    | [ 30 ] |
| 18 janvier 2004         | 53   | 43     | 4       | Léger        | NC          | NC    | PDF    |
| 9 décembre 2002         | 46   | 54     | —       | Léger        | NC          | NC    | PDF    |
| 1er septembre 2002      | 39   | 56     | 5       | Léger        | NC          | NC    | PDF    |
| 27 mai 2002             | 48   | 52     | —       | Léger        | NC          | NC    | PDF    |
| 5 février 2002          | 48   | 52     | —       | Léger        | NC          | NC    | PDF    |
| 14 janvier 2001         | 49,9 | 39,7   | 10,3    | CROP         | 551         | NC    | [ 26 ] |
| 20 août 2000            | 51,7 | 48,3   | —       | Léger        | NC          | NC    | [ 16 ] |
| 22 juin 1999            | 48,6 | 51,4   | —       | SOM          | 1 002       | ± 3,5 | PDF    |
| 23 novembre 1998        | 42   | 48     | 10      | CROP         | NC          | NC    | PDF    |
| 27 août 1998            | 50   | 41     | 9       | CROP         | NC          | NC    | PDF    |
| 19 février 1998         | 41   | 46     | 14      | CROP         | NC          | NC    | PDF    |
| 30 septembre 1997       | 45   | 40     | 14      | CROP         | NC          | NC    | PDF    |
| 21 mai 1997             | 43   | 45     | 12      | SOM          | 860         | NC    | [ 31 ] |
| 6 mars 1997             | 51   | 38     | 11      | SOM          | NC          | NC    | PDF    |
| 25 juin 1995            | 52   | 33     | 15      | CROP         | 1 324       | NC    | PDF    |
| 8 septembre 1994        | 36   | 49     | 15      | SOM          | NC          | NC    | PDF    |
| 5 décembre 1991         | 53,9 | 29,4   | 16,7    | IQOP         | NC          | NC    | PDF    |
| 21 avril 1991           | 54   | 36     | 10      | CROP         | NC          | NC    | PDF    |
| 22 mars 1990            | 68   | NC     | NC      | Lepage       | NC          | NC    | PDF    |
| 21 mars 1990            | 63   | NC     | NC      | CROP         | NC          | NC    | PDF    |
| 19 septembre 1989       | 46   | 38     | 16      | Sorecom      | NC          | NC    | PDF    |
| 18 janvier 1982         | 44   | 36     | 20      | Sorecom      | NC          | NC    | PDF    |

#### Chez les électeurs non-francophones
| Dernier jour du sondage | Pour | Contre | Indécis | Sondeur      | Échantillon | ME | Source |
| ----------------------- | ---- | ------ | ------- | ------------ | ----------- | -- | ------ |
| Dernier jour du sondage |      |        |         | Sondeur      | Échantillon | ME | Source |
| 16 avril 2025           | 12   | 88     | -       | Léger        | 119         | NC | PDF    |
| 13 mai 2024             | 10   | 83     | 6       | Léger        | 177         | NC | PDF    |
| 22 avril 2024           | 15   | 73     | 12      | Pallas       | 120         | NC | PDF    |
| 18 mars 2024            | 13   | 78     | 10      | Léger        | 173         | NC | PDF    |
| 4 décembre 2023         | 12   | 81     | 8       | Léger        | 225         | NC | PDF    |
| 19 novembre 2023        | 10   | 73     | 17      | Pallas       | 208         | NC | PDF    |
| 28 septembre 2023       | 7    | 71     | 22      | Pallas       | 188         | NC | PDF    |
| 26 février 2023         | 9    | 82     | 9       | Léger        | 226         | NC | PDF    |
| 16 août 2022            | 9    | 85     | 7       | Léger / IRAI | 195         | NC | PDF    |
| 2 mai 2018              | 8,6  | 91,4   | —       | Ipsos        | 372         | NC | PDF    |
| 16 mars 2017            | 9    | 91     | —       | Léger        | 200         | NC | PDF    |
| 19 janvier 2017         | 7    | 93     | —       | Léger        | 201         | NC | PDF    |
| 5 mai 2016              | 6    | 94     | —       | Léger        | 206         | NC | PDF    |
| 4 février 2016          | 8    | 92     | —       | Léger        | 203         | NC | PDF    |
| 17 mai 2015             | 9    | 91     | —       | Léger        | 211         | NC | PDF    |
| 25 août 2014            | 8    | 92     | —       | Léger        | 225         | NC | PDF    |
| 5 décembre 2013         | 7    | 84     | 9       | Léger        | 214         | NC | HTML   |
| 2 septembre 2009        | 14   | 79     | 7       | Léger        | 209         | NC | PDF    |
| 27 juin 2009            | 16   | 84     | —       | Léger        | 164         | NC | PDF    |
| 4 novembre 2007         | 15   | 81     | 4       | Léger        | NC          | NC | PDF    |
| 30 avril 2006           | 11   | 89     | —       | Léger        | NC          | NC | PDF    |
| 1er septembre 2002      | 9    | 84     | 7       | Léger        | NC          | NC | PDF    |
| 20 août 2000            | 21,5 | 78,5   | —       | Léger        | NC          | NC | [ 16 ] |
| 23 novembre 1998        | 10   | 86     | 4       | CROP         | NC          | NC | PDF    |
| 19 février 1998         | 8    | 76     | 16      | CROP         | NC          | NC | PDF    |
| 21 mai 1997             | 10   | 77     | 13      | SOM          | 141         | NC | [ 31 ] |
| 25 juin 1995            | 11   | 82     | 7       | CROP         | 185         | NC | PDF    |

#### Chez les électeurs anglophones
| Dernier jour du sondage | Pour | Contre | Indécis | Sondeur      | Échantillon | ME | Source |
| ----------------------- | ---- | ------ | ------- | ------------ | ----------- | -- | ------ |
| Dernier jour du sondage |      |        |         | Sondeur      | Échantillon | ME | Source |
| 12 juin 2023            | 12   | 81     | 6       | Léger        | 239         | NC | PDF    |
| 16 août 2022            | 10   | 85     | 6       | Léger / IRAI | 136         | NC | PDF    |
| 8 mai 2005              | 13   | 87     | —       | Léger        | NC          | NC | PDF    |
| 5 décembre 1991         | 14,8 | 85,2   | 0       | IQOP         | NC          | NC | PDF    |

#### Chez les électeurs allophones
| Dernier jour du sondage | Pour | Contre | Indécis | Sondeur      | Échantillon | ME | Source |
| ----------------------- | ---- | ------ | ------- | ------------ | ----------- | -- | ------ |
| Dernier jour du sondage |      |        |         | Sondeur      | Échantillon | ME | Source |
| 16 août 2022            | 6    | 84     | 10      | Léger / IRAI | 59          | NC | PDF    |
| 8 mai 2005              | 31   | 69     | —       | Léger        | NC          | NC | PDF    |

## Mise en œuvre

### Le projet de souveraineté
Le souverainisme québécois implique l'atteinte de la souveraineté du Québec. Ce projet vise la mise sur pied d'un pays souverain.

### Mode d'accession à la souveraineté
Au sein de l'idéologie souverainiste, il existe différentes visions de la mise en œuvre du projet.
L'étapisme est une doctrine qui vise à consulter les Québécois par le biais d'un référendum avant d'accéder à la souveraineté. Elle a été élaborée par l'ancien ministre péquiste Claude Morin. Il s'agit présentement de la doctrine majoritaire au sein du mouvement souverainiste. Elle a été adoptée par le Parti québécois, de même que Québec solidaire. À deux reprises, le Parti québécois a mis en œuvre la doctrine de l'étapisme en consultant les Québécois sur le projet de souveraineté. Les Québécois ont rejeté le projet, quoique par une très faible marge lors du référendum de 1995 (49,42 % en faveur contre 50,58 % en défaveur).
À l'opposé, certains souverainistes prônent la doctrine de l'élection référendaire. Selon ces derniers, un parti politique élu à l'Assemblée nationale du Québec et ayant pour mandat de faire la souveraineté du Québec pourrait déclarer unilatéralement la souveraineté. Cette doctrine a soulevé plusieurs critiques puisqu'un parti peut être élu majoritairement à l'Assemblée nationale sans recueillir la majorité de voix parmi la population.

## Organisations souverainistes
Il existe un grand nombre de groupes actuels et passés prônant la souveraineté du Québec. L'ancienne cheffe du Parti québécois, Pauline Marois, a déclaré qu'il existerait « 40 ou 45 mouvements indépendantistes » au Québec en août 2011.

### Partis politiques

Le Parti québécois est le principal parti politique défendant l'idée de l'indépendance du Québec depuis 1968.

#### Parti québécois
Le Parti québécois est un parti social-démocrate et nationaliste qui se revendique comme tel. Il est d'ailleurs reconnu pour être fortement interventionniste en favorisant la participation de l'État dans le secteur de l'économie, ce que lui reprochent plusieurs de ses adversaires de droite.
Le Parti québécois a tenu deux référendums pour enclencher les négociations menant à la souveraineté du Québec. Il a déposé à l'Assemblée nationale le Livre blanc sur le projet de souveraineté-association. Le 20 mai 1980 a lieu le premier référendum sur la souveraineté-association du Québec. Ce référendum fut une défaite pour le Parti québécois, le « non » recueillant près de 60 % des voix.
Un second référendum sur la souveraineté eut lieu le 30 octobre 1995 : le « non » fut majoritaire avec seulement 1,48 % d'écart à cause de l'ambiguïté de la question référendaire. Jacques Parizeau, alors chef du Parti québécois et premier ministre du Québec, avait déclaré lors d'une émission avec Stéphan Bureau, enregistrée le jour du référendum, que si l'option n'était pas acceptée, il démissionnerait — ce qu'il fit.

#### Bloc québécois
Le Bloc québécois est un parti politique fédéral, implanté exclusivement au Québec, qui représente les Québécois et les Québécoises sur la scène politique fédérale. La mission première de ce parti est de mettre en place les conditions nécessaires à la réalisation de la souveraineté du Québec, tout en assurant la défense des intérêts de la population québécoise à la Chambre des communes du Parlement du Canada.
Le Bloc québécois fonde ses actions sur la conviction que les Québécois et les Québécoises forment une nation distincte de la nation canadienne, qui est prête à exprimer cette différence dans un pays souverain. Le Bloc québécois affirme que la souveraineté du Québec, la naissance d’un nouvel État en Amérique du Nord, serait bénéfique pour le Canada. Pour ses partisans souverainistes, la présence du Bloc québécois rétablit la concordance et la légitimité entre la vision d'un peuple et celle de ses représentantes et représentants élus sur la scène fédérale. Le Bloc québécois affirme l'existence de la nation québécoise, exige sa reconnaissance et défend les intérêts de ses citoyens et de ses citoyennes ainsi que leur droit de choisir librement leur avenir.
Il est généralement considéré comme le Parti frère du Parti québécois sur la scène fédérale. D'ailleurs, les deux formations politiques se basent sur une large part d'organisateurs communs. Cependant, certains observateurs[réf. nécessaire] mettent en doute l'utilité du parti à la cause souverainiste et avancent même que les différents accords réalisés avec les autres partis du Canada depuis sa création prouveraient la possibilité de trouver un terrain d'entente entre le Québec et le Canada. Pour eux, le Bloc nuirait ainsi à la cause souverainiste[réf. nécessaire].

#### Québec solidaire
Québec solidaire est un parti politique souverainiste et progressiste fondé dans la première moitié de 2006 par l'union de l'Union des forces progressistes, parti dirigé par Amir Khadir, et de L'Option citoyenne, mouvement politique dirigé par Françoise David. La souveraineté du Québec, sous Québec Solidaire, passerait d'abord par une assemblée constituante, qui aurait pour but de rédiger la constitution d'un Québec indépendant par un processus de démocratie participative où les Québécois et Québécoises pourraient participer à l'élaboration du projet de souveraineté du Québec. Plusieurs analystes et observateurs de la scène politique québécoise considèrent que Québec solidaire est une menace pour le Parti québécois[réf. souhaitée], parti auquel Québec solidaire pourrait aller gruger des votes lors des prochaines élections. Encore selon des observateurs, le nouveau parti, quoique souverainiste, pourrait nuire à l'accession du Québec à la souveraineté, en plus de faire en sorte de reporter au pouvoir le Parti libéral du Québec qui se trouve à l'opposé du spectre idéologique. D'autres observateurs considèrent que le projet de lier la question sociale à la question nationale du Québec aurait pour effet de favoriser la participation citoyenne et clarifier le projet souverainiste et transférer le débat sur le « comment » et non le « pourquoi » de la souveraineté. Dans les faits, Québec Solidaire est longtemps resté dans la marginalité avec seulement un député à l'Assemblée nationale du Québec. Cependant, un sondage Léger Marketing de février 2010 plaçait ce parti comme troisième dans les intentions de vote, devant les autonomistes de l'ADQ, l'opposition officielle de 2007 à 2008. Le parti fit élire son premier député, Amir Khadir, en 2008 puis une autre, Françoise David, en 2012. En 2014, Manon Massé s'ajoute à la députation puis, en 2018, le parti fait élire 10 députés, soit le même nombre que le Parti Québécois. À la suite de démissions (Catherine Fournier et Harold Lebel), Québec Solidaire, à la dissolution de la législature en 2022, le parti souverainiste ayant la plus grande représentation à l'Assemblée Nationale du Québec. Le parti a également fusionné avec un autre parti souverainiste, Option Nationale en 2017.

#### Autres partis souverainistes
Il existe de nombreux autres partis politiques souverainistes plus marginaux actuellement reconnus par le Directeur général des élections du Québec ou qui ont existé dans l'histoire du mouvement, depuis sa création : Le Parti indépendantiste (1985), le Parti indépendantiste (2008), le Parti marxiste-léniniste du Québec, le Parti unitaire du Québec, le Rassemblement démocratique pour l’indépendance (RDI 1985-1989), le Regroupement National (plus tard Ralliement national) (RN 1964-1968) et le Rassemblement pour l'indépendance nationale (RIN 1964-1968), le Rassemblement pour l'alternative progressiste (RAP 1998-2001), le Nouveau Parti démocratique du Québec (NDPQ/PDS) (devenu souverainiste en 1985). Le Parti communiste du Québec, qui a appuyé Québec solidaire lors de l'élection du 26 mars 2007, est aussi souverainiste[réf. nécessaire].

### Groupes et organisations
Il existe au Québec un grand nombre de groupes de pression et d'organisations souverainistes. Les Organisations unies pour l'indépendance du Québec (ex-Conseil de la souveraineté du Québec) est une organisation visant à faire la promotion du souverainisme. Le Mouvement national des Québécoises et Québécois regroupe quant à lui des organisations nationalistes qui visent à promouvoir le souverainisme et la défense de la langue française. Nouvelle Alliance oriente davantage son action vers un militantisme de terrain plus traditionnel, qu'elle qualifie de « séparatisme de combat ».

### Groupe actif

#### Les OUI-Québec (anciennementle Conseil de la souveraineté du Québec)
Le Conseil de la souveraineté du Québec (CSQ) a pour mission la promotion de l'indépendance du Québec. Dans l’exécution de ce mandat, il est le carrefour des diverses sensibilités de la famille indépendantiste et un lieu de dialogue et de concertation de ses forces vives pour la promotion de la souveraineté du Québec. Il assume des tâches d’information, d’éducation, d’animation du débat public, de mobilisation de la population et d’expression de l’appui populaire à la réalisation de l’indépendance du Québec. Créé le 17 décembre 2002, le CSQ regroupait au départ 150 personnalités impliqués dans l'avancement de l'idée souverainiste au Québec. En janvier 2012, l'organisme a mis sur pied les États généraux sur la souveraineté. Cette initiative a permis d'identifier les blocages du régime politique canadien à l'égard du Québec à travers une tournée de 13 régions du Québec et une grande assemblée en avril 2013.
Cette initiative a mené le CSQ à s'élargir et à se restructurer en une organisation de la société civile regroupant les principaux organismes en faveur de l'indépendance du Québec. Depuis le 8 juin 2013, le Conseil d'administration du CSQ regroupe des représentants des tables régionales du Conseil, des citoyens et des représentants des organismes suivants:
Société Saint-Jean-Baptiste de Montréal (SSJB-M), Nouveau Mouvement pour le Québec (NMQ), Mouvement national des Québécoises et Québécois (MNQ), Réseau Cap sur L'Indépendance,
Rassemblement pour un pays souverain (RPS), Fédération des travailleurs et travailleuses du Québec (FTQ), Confédération des syndicats nationaux (CSN), Réseau des groupes de femmes, Fondation Rivières. Des représentants des quatre principaux partis politiques souverainistes participent au Conseil d'administration sans droit de vote, soit le Parti québécois, le Bloc québécois, Québec solidaire et Option nationale.

#### Cap sur l'indépendance
Le Réseau Cap sur l'Indépendance (RCI) est constitué de 29 organisations membres, 1 organisation observatrice :
- Action féministe pour l'indépendance (AFI)
- Action indépendantiste et culturelle québécoise du cégep du Vieux-Montréal (AICQCVM)
- Aînés pour la souveraineté
- Artistes volontaires
- Association Amitié Québec-Kabylie
- Association Solidarité Québec-Algérie
- Comité pour l'indépendance nationale du cégep André-Laurendeau (CINCAL)
- Comité souverainiste de l'UQÀM (COSUQAM)
- Organisations Unies pour l'Indépendance (OUI Québec) (anciennement Conseil de la souveraineté du Québec (CSQ) jusqu'en décembre 2014).
  - projet États généraux sur la souveraineté du Québec
  - projet WikiQuébec (anciennement de IPSO)
- DénonciNation
- Fondation Octobre 70
- Intellectuels pour la souveraineté (IPSO)
- Jeunes patriotes du Québec (JPQ)
- Libre marcheur
- Ligue d’action nationale (qui publie L'Action nationale)
- Mouvement Mars 2011 (projet d'un an s'étant terminé en avril 2012)
- Mouvement des étudiants souverainistes de l’université de Montréal (MÉSUM)
- Mouvement progressiste pour l’indépendance du Québec (MPIQ)
- Mouvement souverainiste du Québec (MSQ)
- Nouveau mouvement pour le Québec (NMQ), dont le projet Convergence nationale
- Organisation du Québécois
- Rassemblement pour l’indépendance nationale #2 (RIN 2010-)
- Rassemblement pour un pays souverain (RPS)
- Regroupement des mouvements indépendantistes collégiaux (RMIC)
- Réseau de Résistance du Québécois (RRQ)
- Société nationale des Québécoises et Québécois des Laurentides (SNQ-Lau)
- Société nationale Gaspésie—Îles-de-la-Madeleine (SNQ-GÎM)
- Société Saint-Jean-Baptiste de Montréal (SSJBM) (aussi listée dans le MNQ)
- Syndicalistes et progressistes pour un Québec libre (SPQ-Libre) (observateur)
- Vigile.quebec

#### Autres groupes (hors-réseaux)
- Nouvelle Alliance (NA)
- Action socialiste de libération nationale (ASLN)
- Fonds indépendantiste du Québec (FIDQ) (2020–)
- Projet Liberté-Nation de Guy Bertrand : association pour un Québec très décentralisé dans lequel chacune des 17 régions du Québec serait membre d'une fédération.

### Passés

#### Front de libération du Québec

Drapeau du FLQ

Un groupe révolutionnaire, le Front de libération du Québec (FLQ) a eu recours entre 1963 et 1973 à des attentats terroristes sur le sol québécois contre plusieurs intérêts canadiens et symboles du Royaume-Uni. Le climat social de la fin des années 1960 dégénéra en fréquentes manifestations ouvrières et parfois en émeutes. En octobre 1970, le FLQ enleva un diplomate britannique, James Cross, puis un ministre du gouvernement québécois, Pierre Laporte, qui fut assassiné dans des circonstances nébuleuses. Cet assassinat survint au lendemain de l’intervention de l’armée canadienne dans les rues de Montréal, intervention à la demande du premier ministre provincial Robert Bourassa et du maire de Montréal Jean Drapeau prétextant une insurrection appréhendée. Plus de 450 Québécois furent arrêtés, parmi lesquels des syndicalistes, des artistes et des étudiants. Des commissions d’enquête subséquentes (entreprises par la Gendarmerie royale du Canada et le juge Keable) conclurent que l’action du gouvernement fédéral visait essentiellement à rallier l’opinion publique et à abattre une opposition légitime plutôt qu’à réprimer une insurrection appréhendée. Ces événements marquèrent la fin de l’extrémisme au sein du mouvement indépendantiste, d’ailleurs rejeté par d'autres leaders tel que René Lévesque.

#### Rassemblement pour l'indépendance nationale
Le Rassemblement pour l'indépendance nationale (RIN) fut un mouvement citoyen créé le 10 septembre 1960. En mars 1963, le RIN devient un parti politique québécois voué à la promotion de l'indépendance du Québec. En 1968, le président du RIN, Pierre Bourgault, décide de proposer la dissolution du parti à la suite de l'annonce de la création du Parti québécois. Lors du congrès national du parti le 26 octobre 1968, il propose alors, pour faire l'unité des forces indépendantistes et devant l'échec des négociations, de dissoudre le RIN pour que ses membres intègrent un à un le parti nouvellement créé par René Lévesque.

#### Autres
- Front étudiant pour un Québec libre (1967-?)[37]
- Mouvement Souveraineté-Association (1967-1968)
- RN (1964-1968) parti ayant fusionné avec le MSA pour devenir le PQ)
- Parti socialiste du Québec : scission du NPD-Québec à sa fondation en 1963. A obtenu 0,05% à l'élection de 1966 puis est disparu avant 1970. Son chef était Michel Chartrand.
- Chevaliers de l'indépendance
- Armée révolutionnaire du Québec
- Réseau de résistance
- Comité de libération nationale
- Alliance laurentienne

## Positions extérieures

### France

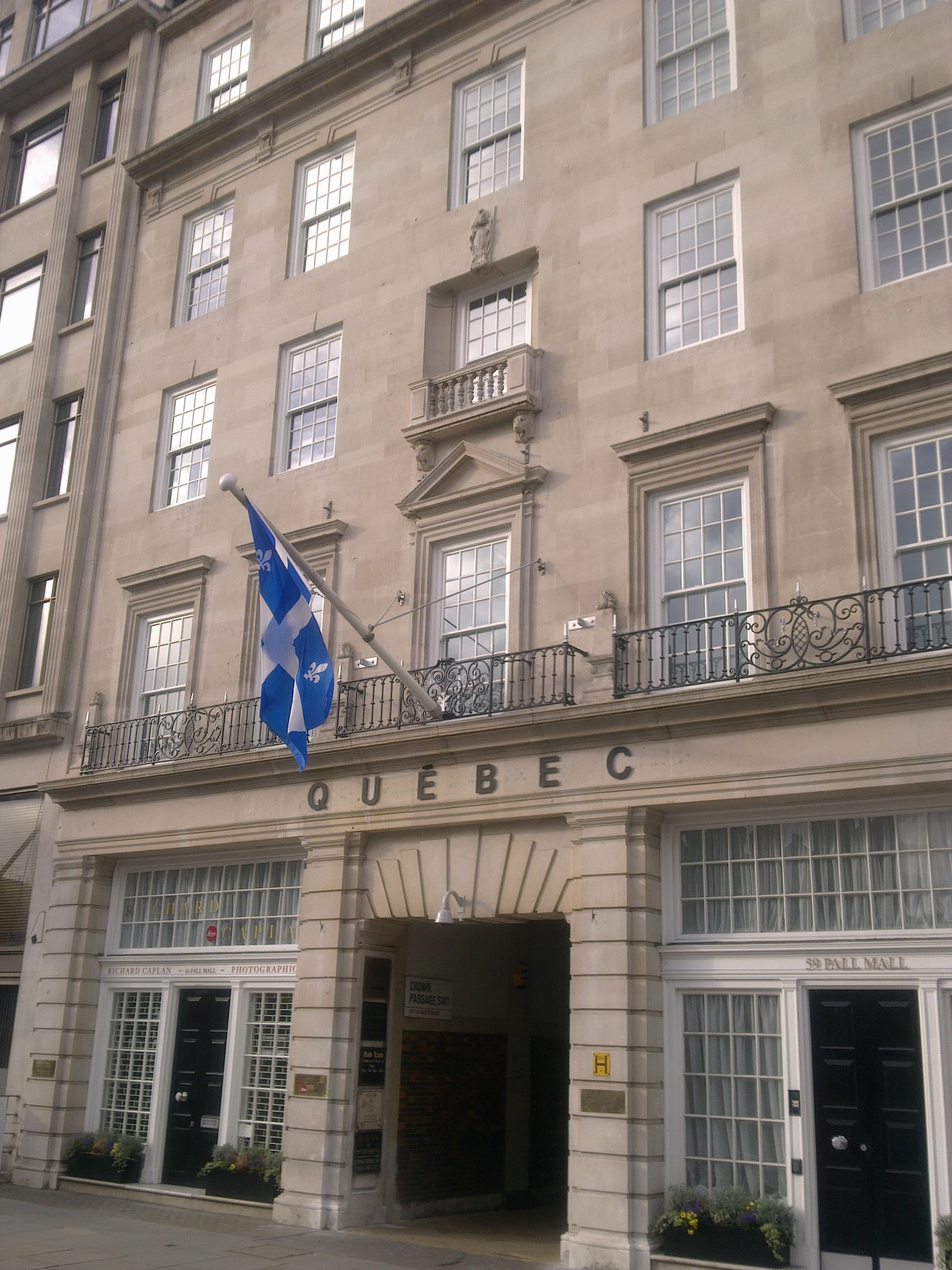
Le Québec possède déjà de nombreuses représentations diplomatiques un peu partout au monde. Ici, la Délégation générale du Québec à Londres.

L'indépendantisme québécois a bénéficié du soutien ou des encouragements extérieurs. L'un des plus connus est celui du général Charles de Gaulle, auteur de la déclaration : « Vive le Québec libre ! »
Cette déclaration est cohérente avec la pensée du général de Gaulle, attaché à l'idée de l'indépendance des nations et sensible à l'impact historique de la perte du Canada par la France.
Ainsi, le général de Gaulle déclara à Alain Peyrefitte en septembre 1965 : « L'avenir du Canada français, c'est l'indépendance. Il y aura une République française du Canada ». Selon Alain Peyrefitte, « sans préjuger de la forme que la souveraineté québécoise devait revêtir, de Gaulle, avec ce sens historique qui valut à la France son salut, s'en vint donc à Montréal, en juillet 1967, exhorter les Canadiens français à préserver leur identité française dont, sous Louis XV, l'indifférence des élites françaises avait fait si légèrement bon marché. « Vive le Québec libre » ne fut pas plus improvisé que l'appel du 18 juin 1940. L'appel à la liberté, lancé le 24 juillet, n'eut rien de fortuit. »
De même, à la proposition de l'ambassadeur français à Ottawa qui suggérait d’associer la France au centenaire du Canada, De Gaulle répondit par une apostille en date du 6 décembre 1966 : « Il n’est pas question que j’adresse un message au Canada pour célébrer son ‘‘centenaire’’. Nous pouvons avoir de bonnes relations avec l’ensemble de l’actuel Canada. Nous devons en avoir d’excellentes avec le Canada français. Mais nous n’avons à féliciter ni les Canadiens ni nous-mêmes de la création d’un ‘‘État’’ fondé sur notre défaite d’autrefois et sur l’intégration d’une partie du peuple français dans un ensemble britannique. Au demeurant, cet ensemble est devenu bien précaire… »

### États-Unis
Les États-Unis ont officiellement toujours observé une attitude neutre vis-à-vis de l'indépendance du Québec. Cependant, puisque la relation entre le Canada et les États-Unis est privilégiée à différents niveaux, le statu quo est souhaité. En cas d'une victoire de l'option indépendantiste lors du référendum de 1995, Washington aurait affirmé que « puisque les Canadiens doivent encore élaborer leurs futurs accords constitutionnels, il est prématuré de considérer la question de la reconnaissance du Québec ». Ainsi, les États-Unis attendraient donc une reconnaissance de l'État québécois par le Canada lui-même.
Les souverainistes des années 1960 et 1970, René Lévesque en tête, croyaient obtenir facilement la sympathie des Américains pour leur cause, car ils assimilaient l'accession à l'indépendance du Québec à celle que les États-Unis avaient eux-mêmes conquis sur la Grande-Bretagne en 1776. Or, pour les Américains du XXe siècle, l'idée de séparation du Québec renvoyait plutôt à l'épisode le plus douloureux de leur histoire, la Guerre de sécession. De plus, le mythe fondateur du melting pot américain les rendait réfractaires à toute idée de nationalisme intra-étatique. « Melting-pot, guerre civile. Deux murs idéologiques qui séparent les nationalistes québécois de la société américaine, même de gauche, même intellectuelle. »
John F. Kennedy serait le seul politicien américain à avoir été ouvert à cette perspective. C'est par le curé de Lowell, au Massachusetts, Armand Morissette, qu'il aurait appris dans les années 1950 l'existence d'un courant indépendantiste au Québec. Pour accéder au Sénat, Kennedy voulait gagner les votes de l'importante communauté canadienne-française du Massachusetts et a donc eu des contacts avec le curé Morissette, par ailleurs indépendantiste convaincu. Kennedy faisait un parallèle non pas avec l'indépendance américaine, mais avec l'indépendance irlandaise, encore assez récente (1922), étant lui-même d'ascendance irlandaise. Il faut ajouter que la famille Kennedy était francophile et que le futur président militait pour l'autodétermination des peuples en général. Pendant son court mandat de président (1960-1963), toutefois, Kennedy n'a jamais abordé publiquement cette question.